# Africký dům fotografie
Africký dům fotografie (Maison africaine de la photographie, MAP) je veřejná instituce vědecké, technologické a kulturní povahy v Mali, která je odpovědná za propagaci, sběr, archivaci a šíření fotografických děl malijských a afrických umělců bez výhrad. Nachází se v Bamaku v prostorách národní knihovny v Mali.

## Historie
Společnost byla vytvořena v roce 2004, částečně také proto, aby pomohla při organizaci Rencontres africaines de la photographie (Mezinárodního bienále fotografie v Bamaku). MAP slouží také jako sídlo vedení bienále.